# Ben Affleck
Benjamin Géza Affleck (Berkeley, Kalifornia, 1972. augusztus 15. –) kétszeres Oscar-díjas, kétszeres Golden Globe-, kétszeres BAFTA-, valamint César-díjas amerikai színész, rendező és forgatókönyvíró. A Géza nevet a szülei egy magyar barátjuk után adták.

## Fiatalkora

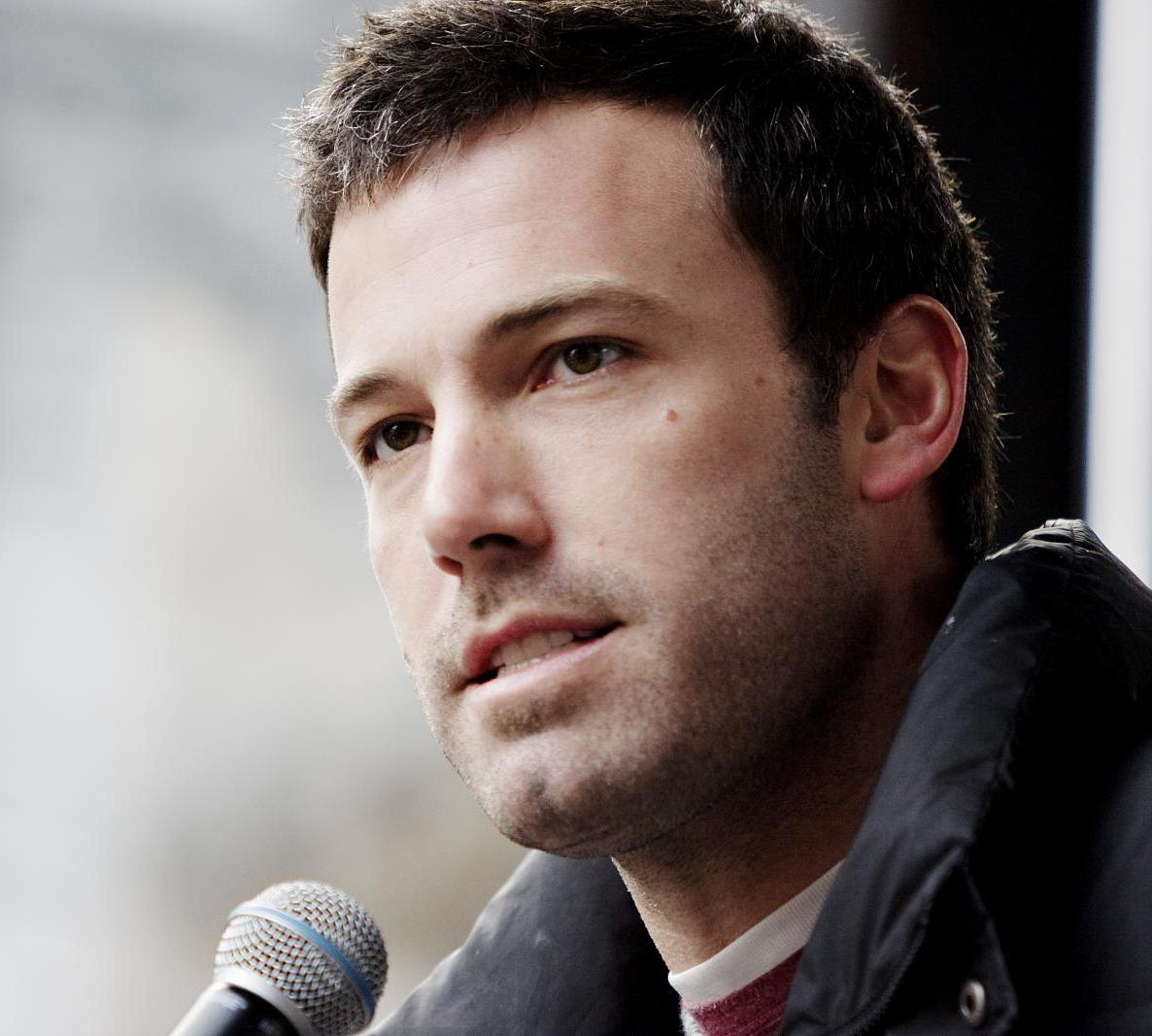
2009-ben

Benjamin Géza Affleck-Boldt néven született 1972. augusztus 15-én, a Kaliforniában lévő Berkeley-ben. Mikor három éves volt, családja elköltözött Massachusettsbe, ahol megszületett testvére Casey Affleck, aki bátyjához hasonlóan színész, rendező és forgatókönyvíró. Édesanyjuk, Christopher Anne Boldt tanár volt, édesapjuk, Timothy Byers Affleck pedig különféle munkákat végzett, mint például asztalos, villanyszerelő vagy bárpultos.
Gyerekkora évei alatt Affleck édesapja alkoholista volt, akivel nehéz volt bánni, és Affleck megkönnyebbült, mikor 11 éves korában szülei elváltak, és apja elhagyta a családi házat. Apja még évekig ivott, s időközben hajléktalanná vált, míg végül be nem vonult egy rehabilitációs központba, ahol 12 évig élt, majd később függőségi tanácsadóként dolgozott.
Affleck és öccse, Casey édesanyjuk barátnőjének köszönhetően már gyerekként gyakran szerepeltek helyi reklámokban és egyéb filmek extrájaként. Középiskolában színházi szerepei is voltak. Összebarátkozott a két évvel idősebb iskolatársával, Matt Damonnel, akit már nyolc éves kora óta ismert, s akivel hasonló érdeklődési köreik voltak: mindketten színészi karrierről álmodtak. Együtt utaztak New Yorkba szerepekre jelentkezni, és közös bankszámlát nyitottak, amin az utazásaikra gyűjtögették pénzüket.

## Pályafutása

### Gyerekszínészként ésGood Will Hunting
Első filmjében hét évesen szerepelt (The Dark End of the Street), ami a család egyik barátja rendezett, majd később az Amerikai Közszolgálati Televízió sorozataiban (The Voyage of the Mimi és The Second Voyage of the Mimi), amiken nyolctól tizenhat éves koráig dolgozott, Massachusetts államban és Mexikóban is. Tinédzserként és középiskola után is volt több, kisebb-nagyobb szerepe, többek között feltűnt az 1992-es Buffy, a vámpírok réme és a Vágyak csapdájában című filmekben is. Ekkori éveinek legfontosabb szerepét Richard Linklater Tökéletlen idők című filmében kapta.
1995-ben szerepelt Kevin Smith Shop-show című filmjében. A film forgatása alatt összebarátkozott a rendezővel, akivel később még gyakran dolgozott együtt. Főszerepet kapott Smith 1997-es Comic strip – Képtelen képregény című filmjében, ami aztán Affleck áttörését jelentette.
Az 1997-es Good Will Hunting sikere nagy fordulópont volt pályafutásában. A film forgatókönyvét Affleck és Matt Damon írta közösen, Damonnek egy 40 oldalas írása alapján, amit a Harvard Egyetem színdarabíró órájára kellett írnia. Damon megkérte Afflecket, hogy segítsen neki eljátszani az írást az osztály előtt, majd később, mikor Los Angelesbe költöztek, elkezdték átdolgozni. A forgatókönyvet 600 ezer dollárért eladtak a Miramax főnökének, Harvey Weinsteinnek. Affleck és Damon ebben a filmben korukat meghazudtolóan dolgozták ki a történetet és a karaktereket. A nézőktől és a szakmától egyaránt elismerést kaptak. Damon és Affleck összesen 8 díjat kapott forgatókönyvükért (köztük a Golden Globe-ot és az Oscart).

### Nagyobb szerepei
1998-ban az Armageddon című filmben szerepelt együtt többek között Bruce Willisszel és Liv Tylerrel, majd később, még ugyanebben az évben, a Szerelmes Shakespeare című romantikus filmben az akkori barátnőjével, Gwyneth Paltrow-val. Mindkét film nagy siker volt, és Affleck elismerést kapott mindkét alakításáért.
Affleck és Damon 1999-ben ismét együtt szerepelt a mozivásznon, Kevin Smith Dogma című filmvígjátékában, amelyben mindketten lezuhant angyalokat alakítottak. 2001-ben újra együtt dolgozott Michael Bay rendezővel, ezúttal a nagy sikerű Pearl Harbor – Égi háború-nak volt a főszereplője, 2002-ben pedig az Ütközéspont és A rettegés arénája című filmjét mutatták be a mozik. 2003-ban a Daredevil – A fenegyerek című filmben tűnt fel. A 2006-os Velencei Nemzetközi Filmfesztiválon Affleck elnyerte a legjobb színésznek járó Volpi Cup-díjat George Reeves tévés Superman-színész megformálásáért a Hollywoodland című filmben.

### Rendezőként
Affleck 2007-ben debütált rendezőként, Hideg nyomon című fimjével, aminek főszereplője öccse, Casey volt. Affleck egy gyerekkori barátjával, Aaron Stockarddal együtt írta a forgatókönyvet, Dennis Lehane azonos című könyve alapján.
Következő filmje három évvel később, 2010-ben került bemutatásra, Tolvajok városa címen. Ezúttal maga Affleck volt a főszereplő, Jeremy Renner, Jon Hamm és Rebecca Hall mellett, valamint a forgatókönyvet is ő írta, Peter Craiggel, Chuck Hogan Prince of Thieves című regénye alapján.
2012-ben megjelent Az Argo-akció című film, melynek Affleck ismét rendezője és főszereplője is volt egyben. A film megnyerte a legjobb filmnek járó BAFTA- és Golden Globe-díjakat, valamint három Oscar-díjat is, köztük ugyancsak a legjobb filmnek járót. Maga Affleck megnyerte a legjobb rendezőnek járó BAFTA- és Golden Globe-díjakat is.

### Batmanként és egyéb munkái
Affleck 2016-ban tűnt fel először Batmanként, Zack Snyder Batman Superman ellen – Az igazság hajnala című filmjében. Bár a szereposztás eleinte ellenérzéseket váltott ki a fanokból, Affleck alakítása végeredményben pozitívan lett fogadva. Affleck ugyanebben az évben ismét felvette a szerepet, a Suicide Squad – Öngyilkos osztag című filmben, amiben röviden szerepelt néhány jelenet erejéig.
Szintén ebben az évben főszerepet játszott Gavin O'Connor A könyvelő című akciófilmjében és Az éjszaka törvénye című bűnügyi filmdrámában, melyet pedig Affleck írt és rendezett is.
2017-ben Affleck visszatért Batmanként, Az Igazság Ligája című filmben, aminek forgatási körülményeire Affleck utólag megpróbáltatóként utalt. A film eredeti rendezője, Zack Snyder visszalépett lánya halálát követően, és Joss Whedon rendező vette át a helyét, akinek a forgatáson tanúsított viselkedésére a színészek közül többen is panaszkodtak, mindeközben maga Affleck pedig az alkoholizmusával is küszködött.
Az alkoholizmusába való visszaesését követően Affleck 2017-ben nem dolgozott, és visszalépett a tervezett Batman című filmtől, először mint rendező és író, majd mint főszereplő is. A 2019-ben bemutatott Határok mentén című film forgatása hat hónappal elcsúszott, Affleck mentális egészségének kezelése érdekében. Később, ugyanazon évben, Affleck feltűnt Kevin Smith Jay és Néma Bob Reboot című filmjében, 2020-ban pedig Az utolsó akarat című thrillerben szerepelt.
Gavin O'Connor 2020-ban megjelent, A visszaút című sport-filmdrámájában Affleck egy visszaeső alkoholistát alakított. Affleck a film gyártása előtt ismét visszaesett, és a forgatás röviddel azután kezdődött, hogy visszatért rehabról. Afflecket legjobb színésznek jelölték a 2021-es Critics' Choice Awards-on.
2021-ben röviden visszatért mint Batman, a Zack Snyder: Az Igazság Ligája című filmben, mely a 2017-es film rendezői változata.

### 2020-tól a jelenig
A Good Will Hunting óta először, Affleck újra forgatókönyvíróként kollaborált Matt Damonnel: ők ketten és Nicole Holofcener együtt írták Ridley Scott Az utolsó párbaj című történelmi filmdrámáját. A filmben Affleck mellékszereplőt alakított, ahogy George Clooney ugyancsak 2021-ben megjelent Iskola a pult mentén című filmjében is. Utóbbi alakításáért Afflecket legjobb férfi mellékszereplőnek járó Golden Globe- és Screen Actors Guild-díjakra jelölték.
2022-ben Ana de Armas mellett szerepelt a Mélyvíz című filmben.
2023-ban megjelent Affleck ötödik rendezői projektje, Air – Harc a legendáért címmel, amely Michael Jordannek a Nike-hoz való leszerződtetéséről szólt. Affleck mellett szerepelt többek között Matt Damon, Viola Davis, Chris Tucker és Jason Bateman is.
Szintén 2023-ban szerepelt Robert Rodríguez Konstrukció című sci-fi filmthrillerében.

Újfent felvette Batman szerepét a Flash – A Villám című filmben, ahogy tette volna aztán az Aquaman és az elveszett királyság című filmben is, azonban a jeleneteit törölték.

## Magánélete
Affleck 1997 októberétől 1999 januárjáig együtt volt Gwyneth Paltrow-val, aki néhány hónappal később rávette őt, hogy szerepeljen vele Szívörvény című romantikus filmdrámájában. Ekkor ismét járni kezdtek, 2000 októberéig. 2015-ben Paltrow azt mondta, még mindig barátok.
2001 decemberében barátkozott össze Jennifer Lopezzel, a Gengszter románc című film forgatásán. 2002 júliusában kezdtek romantikus kapcsolatot, mely világszerte vonzotta a médiafigyelmet, el is lettek nevezve „Bennifernek”. Együtt szerepeltek Lopez Jenny from the Block című zenéjének videoklipjében és Kevin Smith Apja lánya című filmjében is. Lopez This Is Me... Then című albumát Affleck inspirálta. A pár 2002 novemberében eljegyezte egymást, de az esküvőt elhalasztották, majd pedig 2004-ben szét is váltak.
Affleck 2004 augusztusában kezdett járni Jennifer Garnerrel, akivel a Pearl Harbor – Égi háború és a Daredevil – A fenegyerek című filmekben szerepelt együtt és barátkozott össze. 2005 június 29-én házasodtak össze, és három gyermekük van. 2015. június 30-án Affleck és Garner bejelentették, hogy elválnak, és a válást 2018-ban véglegesítették.
Affleck és Jennifer Lopez a szakításuk utáni években is tartották a kapcsolatot, és a nyilvánosság előtt elismerően beszéltek egymásról. 2021 áprilisában kezdtek újra randizni, 20 évvel az első találkozásuk után, Lopez pedig júliusban nyilvánosan is megerősítette újrakezdett románcukat. Lopez 2022 áprilisában erősítette meg második eljegyzését Affleckkel. Las Vegasban házasodtak össze 2022. július 16-án. A pár 2024 áprilisában ismét szétvált, 2025 február 20-én pedig véglegesítették a válásukat.

## Filmográfia

### Film
Filmrendező és producer
| Év   | Magyar cím                     | Eredeti cím                                                                                      | Feladatkör | Feladatkör | Feladatkör | Megjegyzések   |
| Év   | Magyar cím                     | Eredeti cím                                                                                      | Rendező    | Író        | Producer   | Megjegyzések   |
| ---- | ------------------------------ | ------------------------------------------------------------------------------------------------ | ---------- | ---------- | ---------- | -------------- |
| 1993 |                                | I Killed My Lesbian Wife, Hung Her on a Meat Hook, and Now I Have a Three-Picture Deal at Disney | Igen       | Nem        | Nem        | rövidfilm      |
| 1997 | Good Will Hunting              | Good Will Hunting                                                                                | Nem        | Igen       | Nem        |                |
| 2002 | Ellopott nyár                  | Stolen Summer                                                                                    | Nem        | Nem        | Igen       |                |
| 2002 |                                | The Third Wheel                                                                                  | Nem        | Nem        | Vezető     |                |
| 2002 |                                | Speakeasy                                                                                        | Nem        | Nem        | Vezető     |                |
| 2003 | Háborúzni mentem: Kelly        | The Battle of Shaker Heights                                                                     | Nem        | Nem        | Vezető     |                |
| 2005 | A dög                          | Feast                                                                                            | Nem        | Nem        | Vezető     |                |
| 2007 | Hideg nyomon                   | Gone Baby Gone                                                                                   | Igen       | Igen       | Nem        |                |
| 2008 |                                | Gimme Shelter                                                                                    | Igen       | Nem        | Nem        | dokumentumfilm |
| 2010 | Tolvajok városa                | The Town                                                                                         | Igen       | Igen       | Nem        |                |
| 2012 | Az Argo-akció                  | Argo                                                                                             | Igen       | Nem        | Igen       |                |
| 2016 | Az éjszaka törvénye            | Live by Night                                                                                    | Igen       | Igen       | Igen       |                |
| 2017 |                                | Bending the Arc                                                                                  | Nem        | Nem        | Vezető     | dokumentumfilm |
| 2017 | Az Igazság Ligája              | Justice League                                                                                   | Nem        | Nem        | Vezető     |                |
| 2021 | Zack Snyder: Az Igazság Ligája | Zack Snyder's Justice League                                                                     | Nem        | Nem        | Vezető     |                |
| 2021 | Az utolsó párbaj               | The Last Duel                                                                                    | Nem        | Igen       | Igen       |                |
| 2023 | Air – Harc a legendáért        | Air                                                                                              | Igen       | Nem        | Igen       |                |
| 2024 |                                | Small Things like These                                                                          | Nem        | Nem        | Vezető     |                |
| 2024 |                                | Kiss the Future                                                                                  | Nem        | Nem        | Igen       | dokumentumfilm |
| 2024 | A felbujtók                    | The Instigators                                                                                  | Nem        | Nem        | Igen       |                |
| 2024 |                                | Unstoppable                                                                                      | Nem        | Nem        | Igen       |                |

Filmszínész
| Év   | Magyar cím                                 | Eredeti cím                                         | Szerep                       | Magyar hang        | Rendező             |
| ---- | ------------------------------------------ | --------------------------------------------------- | ---------------------------- | ------------------ | ------------------- |
| 1981 |                                            | The Dark End of the Street                          | Tommy                        |                    | Jan Egleson         |
| 1992 | Vágyak csapdájában                         | School Ties                                         | Chesty Smith                 | Molnár Levente     | Robert Mandel       |
| 1992 | Buffy, a vámpírok réme                     | Buffy the Vampire Slayer                            | kosaras                      |                    | Fran Rubel Kuzui    |
| 1993 | Tökéletlen idők                            | Dazed and Confused                                  | Fred O'Bannion               | Galambos Péter     | Richard Linklater   |
| 1995 | Shop-show                                  | Mallrats                                            | Shannon Hamilton             | Pusztaszeri Kornél | Kevin Smith (1)     |
| 1995 |                                            | Glory Daze                                          | Jack Freeman                 |                    | Rich Wilkes         |
| 1997 | Comic strip – Képtelen képregény           | Chasing Amy                                         | Holden McNeil                | Németh Kristóf     | Kevin Smith (2)     |
| 1997 | Comic strip – Képtelen képregény           | Chasing Amy                                         | Holden McNeil                | Széles Tamás       | Kevin Smith (2)     |
| 1997 | Végig az úton                              | Going All the Way                                   | Tom 'Gunner' Casselman       | Dévai Balázs       | Mark Pellington     |
| 1997 | Good Will Hunting                          | Good Will Hunting                                   | Chuckie Sullivan             | Széles Tamás       | Gus Van Sant        |
| 1998 | Szerelmes Shakespeare                      | Shakespeare in Love                                 | Ned Alleyn                   | Laklóth Aladár     | John Madden         |
| 1998 | Fantomok                                   | Phantoms                                            | Bryce Hammond seriff         | Selmeczi Roland    | Joe Chappelle       |
| 1998 | Armageddon                                 | Armageddon                                          | A.J. Frost                   | Kaszás Gergő       | Michael Bay (1)     |
| 1999 | Dogma                                      | Dogma                                               | Bartleby                     | Széles Tamás       | Kevin Smith (3)     |
| 1999 | Mint a hurrikán                            | Forces of Nature                                    | Ben Holmes                   | Széles Tamás       | Bronwen Hughes      |
| 1999 | 200 szál cigi                              | 200 Cigarettes                                      | Csapos                       | Dózsa Zoltán       | Risa Bramon Garcia  |
| 1999 | 200 szál cigi                              | 200 Cigarettes                                      | Csapos                       | Széles Tamás       | Risa Bramon Garcia  |
| 2000 | Szívörvény                                 | Bounce                                              | Buddy Amara                  | Széles Tamás       | Don Roos            |
| 2000 | Hulla, hó, telizsák                        | Reindeer Games                                      | Rudy Duncan                  | Széles Tamás       | John Frankenheimer  |
| 2000 | Brókerarcok                                | Boiler Room                                         | Jim Young                    | Széles Tamás       | Ben Younger         |
| 2000 | József, az álmok királya                   | Joseph: King of Dreams                              | József (hangja)              | Miller Zoltán      | Robert C. Ramirez   |
| 2000 | József, az álmok királya                   | Joseph: King of Dreams                              | József (hangja)              | Miller Zoltán      | Rob LaDuca          |
| 2001 | Jay és Néma Bob visszavág                  | Jay and Silent Bob Strike Back                      | Holden McNeil / önmaga       | Bozsó Péter        | Kevin Smith (4)     |
| 2001 | A papa és ők                               | Daddy and Them                                      | Lawrence Bowen               |                    | Billy Bob Thornton  |
| 2001 | Pearl Harbor – Égi háború                  | Pearl Harbor                                        | Rafe McCawley százados       | Széles Tamás       | Michael Bay (2)     |
| 2002 | Ütközéspont                                | Changing Lanes                                      | Gavin Banek                  | Széles Tamás       | Roger Michell       |
| 2002 | A rettegés arénája                         | The Sum of All Fears                                | Jack Ryan                    | Széles Tamás       | Phil Alden Robinson |
| 2002 |                                            | The Third Wheel                                     | Michael                      |                    | Jordan Brady        |
| 2003 | Daredevil – A fenegyerek                   | Daredevil                                           | Matt Murdock / Fenegyerek    | Görög László       | Mark Steven Johnson |
| 2003 | Gengszter románc                           | Gigli                                               | Larry Gigli                  | Hujber Ferenc      | Martin Brest        |
| 2003 | A felejtés bére                            | Paycheck                                            | Michael Jennings             | Széles Tamás       | John Woo            |
| 2004 | Túlélni a karácsonyt                       | Surviving Christmas                                 | Drew Latham                  | Csőre Gábor        | Mike Mitchell       |
| 2004 | Túlélni a karácsonyt                       | Surviving Christmas                                 | Drew Latham                  | Kőszegi Ákos       | Mike Mitchell       |
| 2004 | Apja lánya                                 | Jersey Girl                                         | Ollie Trinke                 | Crespo Rodrigo     | Kevin Smith (5)     |
| 2005 | Elektra (rendezői változat)                | Elektra                                             | Matt Murdock / Fenegyerek    |                    | Rob S. Bowman       |
| 2006 | Egy férfi naplója                          | Man About Town                                      | Jack Giamoro                 | Széles Tamás       | Mike Binder         |
| 2006 | Shop-stop 2.                               | Clerks II                                           | ügyefogyott fickó            | Széles Tamás       | Kevin Smith (6)     |
| 2006 | Hollywoodland                              | Hollywoodland                                       | George Reeves                | Széles Tamás       | Allen Coulter       |
| 2006 | Füstölgő ászok                             | Smokin' Aces                                        | Jack Dupree                  | Széles Tamás       | Joe Carnahan        |
| 2009 | Nem kellesz eléggé                         | He's Just Not That Into You                         | Neil Jones                   | Széles Tamás       | Ken Kwapis          |
| 2009 | A dolgok állása                            | State of Play                                       | Stephen Collins              | Széles Tamás       | Kevin Macdonald     |
| 2009 | Kivonat                                    | Extract                                             | Dean                         | Széles Tamás       | Mike Judge          |
| 2010 | Tolvajok városa                            | The Town                                            | Doug MacRay                  | Széles Tamás       | Ben Affleck (1)     |
| 2010 | Vállalati csalódások                       | The Company man                                     | Bobby Walker                 | Széles Tamás       | John Wells          |
| 2012 | Az Argo-akció                              | Argo                                                | Tony Mendez                  | Széles Tamás       | Ben Affleck (2)     |
| 2012 |                                            | To the Wonder                                       | Neil                         |                    | Terrence Malick     |
| 2013 | Vakszerencse                               | Runner, Runner                                      | Ivan Block                   | Széles Tamás       | Brad Furman         |
| 2014 | Holtodiglan                                | Gone Girl                                           | Nick Dunne                   | Széles Tamás       | David Fincher       |
| 2016 | Batman Superman ellen – Az igazság hajnala | Batman V Superman: Dawn of Justice                  | Bruce Wayne / Batman         | Széles Tamás       | Zack Snyder (1)     |
| 2016 | Suicide Squad – Öngyilkos osztag           | Suicide Squad                                       | Bruce Wayne / Batman (cameo) | Széles Tamás       | David Ayer          |
| 2016 | A könyvelő                                 | The Accountant                                      | Christian Wolff              | Széles Tamás       | Gavin O’Connor (1)  |
| 2016 | Az éjszaka törvénye                        | Live by Night                                       | Joe Coughlin                 | Széles Tamás       | Ben Affleck (3)     |
| 2017 | Az Igazság Ligája                          | Justice League                                      | Bruce Wayne / Batman         | Széles Tamás       | Zack Snyder (2)     |
| 2017 | Az Igazság Ligája                          | Justice League                                      | Bruce Wayne / Batman         | Széles Tamás       | Joss Whedon         |
| 2019 | Határok mentén                             | Triple Frontier                                     | Tom "Vörösszárny" Davis      |                    | J. C. Chandor       |
| 2019 | Jay és Néma Bob Reboot                     | Jay and Silent Bob Reboot                           | Holden McNeil (cameo)        |                    | Kevin Smith (7)     |
| 2020 | Az utolsó akarat                           | The Last Thing He Wanted                            | Treat Morrison               | Széles Tamás       | Gavin O’Connor (2)  |
| 2020 | A visszaút                                 | The Way Back                                        | Jack Cunningham              | Széles Tamás       | Dee Rees            |
| 2021 | Iskola a pult mentén                       | The Tender Bar                                      | Charlie bácsi                | Széles Tamás       | George Clooney      |
| 2021 | Zack Snyder: Az Igazság Ligája             | Zack Snyder's Justice League                        | Bruce Wayne / Batman         | Széles Tamás       | Zack Snyder (3)     |
| 2021 | Az utolsó párbaj                           | The Last Duel                                       | Pierre d'Alençon gróf        | Széles Tamás       | Ridley Scott        |
| 2022 | Mélyvíz                                    | Deep Water                                          | Vic Van Allen                |                    | Adrian Lyne         |
| 2022 |                                            | Clerks III                                          | Boston John                  |                    | Kevin Smith (8)     |
| 2023 | Flash – A Villám                           | The Flash                                           | Bruce Wayne / Batman         | Széles Tamás       | Andy Muschietti     |
| 2023 | Air – Harc a legendáért                    | Air                                                 | Phil Knight                  | Széles Tamás       | Ben Affleck (4)     |
| 2023 | Konstrukció                                | Hypnotic                                            | Daniel Rourke                | Széles Tamás       | Robert Rodríguez    |
| 2024 |                                            | This Is Me... Now: A Love Story                     | Rex Stone / biciklis         |                    | Dave Meyers         |
| 2024 |                                            | The Greatest Love Story Never Told (dokumentumfilm) | önmaga                       |                    | Jason B. Bergh      |
| 2025 | A könyvelő 2.                              | The Accountant 2                                    | Christian Wolff              | Széles Tamás       | Gavin O’Connor (3)  |

### Televízió
| Év        | Magyar cím                                | Eredeti cím                     | Szerep             | Megjegyzések                               |
| --------- | ----------------------------------------- | ------------------------------- | ------------------ | ------------------------------------------ |
| 1984      |                                           | The Voyage of the Mimi          | C.T. Granville     | televíziós sorozat                         |
| 1986      |                                           | ABC Afterschool Special         | Danny Coleman      | 1 epizód                                   |
| 1987      | Idegen kéz                                | Hands of a Stranger             | Billy Hearn        | tévéfilm                                   |
| 1988      |                                           | The Second Voyage of the Mimi   | C.T. Granville     | televíziós sorozat                         |
| 1991      | Danielle Steel: Apu                       | Daddy                           | Ben Watson         | - tévéfilm - magyar hangja: - Boros Zoltán |
| 1993      | Torkelsonék                               | The Torkelsons / Almost Home    | Kevin Johnson      | 1 epizód                                   |
| 1993      |                                           | Against the Grain               | Joe Willie Clemons | 8 epizód                                   |
| 1994      |                                           | Lifestories: Families in Crisis | Aaron Henry        | 1 epizód                                   |
| 2000–2013 | Saturday Night Live                       | Saturday Night Live             | önmaga             | 7 epizód                                   |
| 2001–2015 | Project Greenlight – Induljon a forgatás! | Project Greenlight              | önmaga             | vezető producer                            |
| 2002      |                                           | Push, Nevada                    | nem szerepel       | forgatókönyvíró és vezető producer         |
| 2009      |                                           | Reporter                        | nem szerepel       | - dokumentumfilm - vezető producer         |
| 2009      | Félig üres                                | Curb Your Enthusiasm            | vásárló            | 1 epizód                                   |
| 2015      | A felső tízezer                           | The Leisure Class               | nem szerepel       | - tévéfilm - vezető producer               |
| 2016      |                                           | The Runner                      | nem szerepel       | - televíziós sorozat - vezető producer     |
| 2016      |                                           | Incorporated                    | nem szerepel       | - televíziós sorozat - vezető producer     |
| 2019      | Város a hegyen                            | City on a Hill                  | nem szerepel       | - televíziós sorozat - vezető producer     |
| 2024      | A szabadság illata                        | We Were the Lucky Ones          | nem szerepel       | - televíziós sorozat - vezető producer     |
| 2024      | Égessük le Tom Bradyt!                    | The Roast of Tom Brady          | önmaga             | Netflix különkiadás                        |